# کوجی توکوناگا
کوجی توکوناگا (انگلیسی: Koji Tokunaga؛ زادهٔ ۱۹۶۸) ورزشکار بیسبال اهل ژاپن است.
وی در مسابقات کشوری و بین‌المللی در مجموع برندهٔ ۱ مدال برنز شده‌است.